# Rétrospectivisme

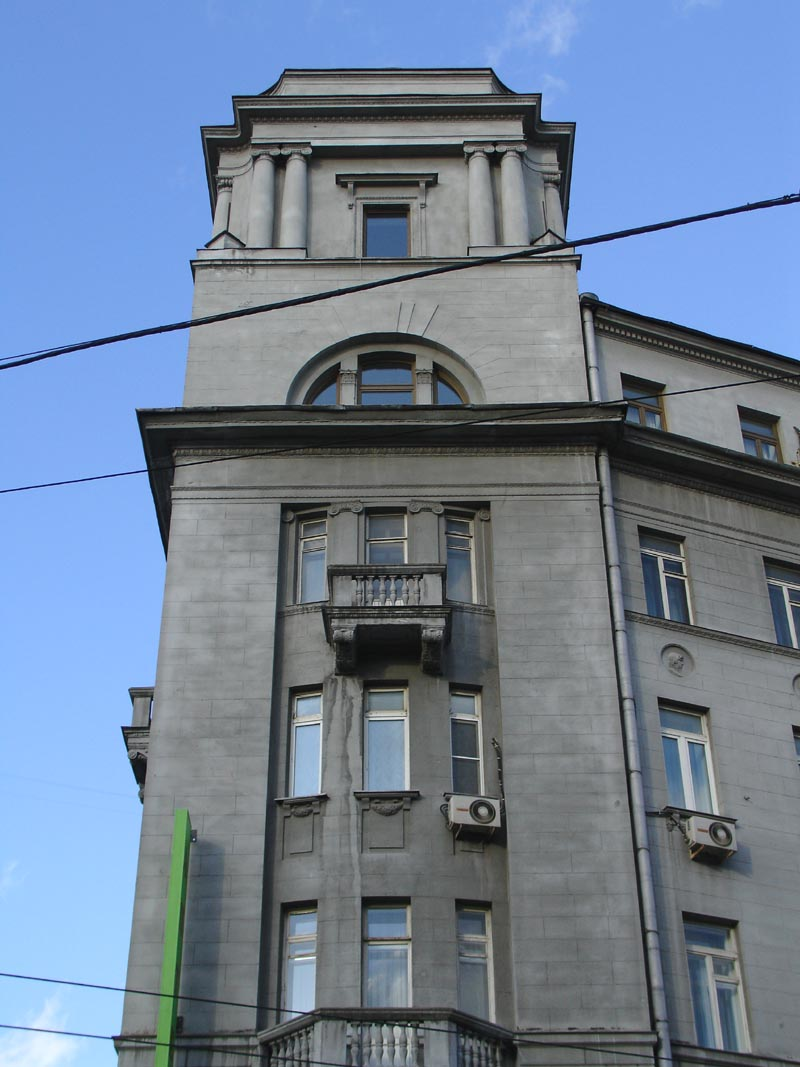
Néo-classicisme des années 1910 Maison d'habitation à Moscou

Le rétrospectivisme est une tendance traditionaliste de l'architecture de la première moitié du XXe siècle, fondée sur le renouvellement de l'héritage architectural des siècles passés, depuis la renaissance et l'architecture ancienne, jusqu'au classicisme du premier tiers du XIXe siècle et au style Empire. Le rétrospectivisme est un phénomène mondial, mais en même temps profondément national. Dans chaque pays se sont développées des écoles et des styles propres, et c'est pourquoi il n'existe pas une signification unique pour le définir et le comprendre, étant donné cette diffusion. Le terme rétrospectivisme est typiquement russe ; les historiens d'art l'utilisent selon deux interprétations différentes: 
- Le rétrospectivisme dans un sens restreint en Russie, est du néo-classicisme c'est-à-dire une tendance architecturale de la période pré-révolutionnaire (avant la Révolution d'octobre 1917), fondée sur l'architecture classique russe de la fin du XVIIIe siècle et du premier tiers du XIXe siècle. Une partie des manifestations du rétrospectivisme utilisent toutefois les styles de la renaissance italienne (comme les architectes Ivan Joltovski, et en partie aussi Marian Peretyatkovich (en) et le baroque tardif comme Alexandre Dmitriev). Les rétrospectivistes néoclassiques (Ivan Joltovski, Vladimir Chtchouko, Ivan Fomine) deviendront bientôt les figures maîtresses de l'architecture stalinienne.
- Le rétrospectivisme dans le sens large comprend le style néo-classique et le style néo-russe (Alexeï Chtchoussev, Ilya Bondarenko, Marian Peretyatkovich).

## Biographie
- (ru) Retrospectivisme/Ретроспективизм. /V. G Vlasov / Власов В. Г. Большой энциклопедический словарь изобразительного искусства. — В 8 т. — СПб.: Лита, 2000.
- (ru) B. M. Kirikov / Architecture de St-Pétersbourg de la fin du XIX début XX e s./Кириков Б. М. Архитектура Петербурга конца XIX — начала XX века: Эклектика. Модерн. Неоклассицизм. — СПб.: «Издательский дом «Коло»», 2006. —  (ISBN 5-901841-36-0).